# Шванновские клетки

На схеме миелиновая оболочка нейрона состоит из пяти шванновских клеток (выделены оранжевым цветом).

Шванновские клетки (леммоциты) — вспомогательные клетки нервной ткани, которые образуются из потомков клеток нервного гребня и дифференцируются вдоль аксонов периферических нервных волокон. Создают, а иногда и разрушают, электроизолирующую миелиновую оболочку нейронов. Выполняют опорную (поддерживают аксон) и трофическую (питают тело нейрона) функции, а также принимают участие в проведении возбуждения по нервным волокнам. Описаны немецким физиологом Теодором Шванном в 1838 году и названы в его честь.
Каждое периферическое нервное волокно одето тонким цитоплазматическим слоем — невролеммой или шванновской оболочкой. Волокно является миелинизированным, если между ним и цитоплазмой шванновской клетки имеется значительный слой миелина. Если волокна лишены миелина, то они называются немиелинизированными безмякотными. Шванновские клетки могут осуществлять волнообразные движения, что, вероятно, способствует транспортировке различных веществ по отросткам нервных клеток.
С нарушением работы шванновских клеток связаны такие нервные заболевания, как синдром Гийена — Барре, болезнь Шарко — Мари — Тута, шванноматозис и хроническая воспалительная демиелинизирующая полинейропатия. Демиелинизация в основном происходит из-за ослабления двигательных функций шванновских клеток, в результате чего они оказываются не способны образовывать миелиновую оболочку.
С мутацией шванновских клеток (отсутствием одной из 14 хромосом) связана трансмиссивная злокачественная лицевая опухоль тасманийского дьявола, угрожающая его дикой популяции.